# Godfrey Oboabona
Godfrey Oboabona, né le 16 août 1990 à Akure au Nigeria, est un footballeur nigérian. Il évolue au poste de défenseur au Dinamo Batoumi.
Il participe à la Coupe d'Afrique des nations 2013 avec l'équipe du Nigeria.

## Carrière
- 2010-2013 : Sunshine Stars F.C. ( Nigeria)
- depuis 2013 : Rizespor ( Turquie)[1]

## Palmarès
- Vainqueur de la CAN 2013